# Петрілова
Петрілова (рум. Petrilova) — село у повіті Караш-Северін в Румунії. Входить до складу комуни Чукіч.
Село розташоване на відстані 357 км на захід від Бухареста, 47 км на південний захід від Решиці, 98 км на південь від Тімішоари.

## Населення
За даними перепису населення 2002 року у селі проживала 181 особа, з них 179 осіб (98,9%) румунів. Рідною мовою 180 осіб (99,4%) назвали румунську.